# Marco Coceio Nerva (cônsul em 36 a.C.)
Marco Coceio Nerva (em latim: Marcus Cocceius Nerva) foi um político da gente Coceia da República Romana nomeado cônsul em 36 a.C. com Lúcio Gélio Publícola. Era o bisavô do futuro imperador Nerva e foi aliado de Lúcio Antônio, filho do triúnviro Marco Antônio. Seu filho, homônimo, era aliado do imperador Tibério.

## Carreira
Sua família tinha origem humilde e era aliada de Marco Antônio, proporcionando um bom número de generais e diplomatas. Foi "questor propretor" com Antônio, em 41 a.C., e, supõe-se, estava com Lúcio Antônio durante a Guerra de Perúsia.
Depois da rendição de Antônio em Perúsia, foi ele que tratou da reconciliação entre Otaviano e Marco Antônio. Nerva encontrou-se com Marco Antônio em 41 a.C. na Fenícia, servindo como legado. Ao redor de 38 a.C., Marco Antônio o nomeou governador propretorial da Ásia, possivelmente no lugar de Lúcio Munácio Planco, e, durante seu mandato, foi aclamado imperator para liderar uma campanha militar em Lagina, na Cária.
Por seus serviços, recebeu de Antônio um consulado em 36 a.C. juntamente com Lúcio Gélio Publícola. Apesar disto, seguindo o costume da época, renunciou na metade de seu mandato. Foi mencionado por Horácio como um de seus companheiros numa viagem até Brundísio.
Em 31 a.C., foi eleito quindecênviro ("quindecimviri sacris faciundis") e foi elevado ao patriciado em 29 a.C.. Teve um filho, Marco Coceio Nerva, que foi um jurista e aliado do imperador Tibério. Segundo Tácito, foi cônsul em 22 juntamente com Caio Víbio Rufino. Foi bisavô do imperador romano Nerva (96-98).